# Eudocima salaminia
Eudocima salaminia là một loài bướm đêm thuộc họ Erebidae. Nó được tìm thấy ở Ấn Độ across Đông Nam Á tới [[quần đảo Thái Bình Dương. Ở Úc it occurs ở Bắc Úc, Queensland và New South Wales.
Sải cánh dài khoảng 80 mm.

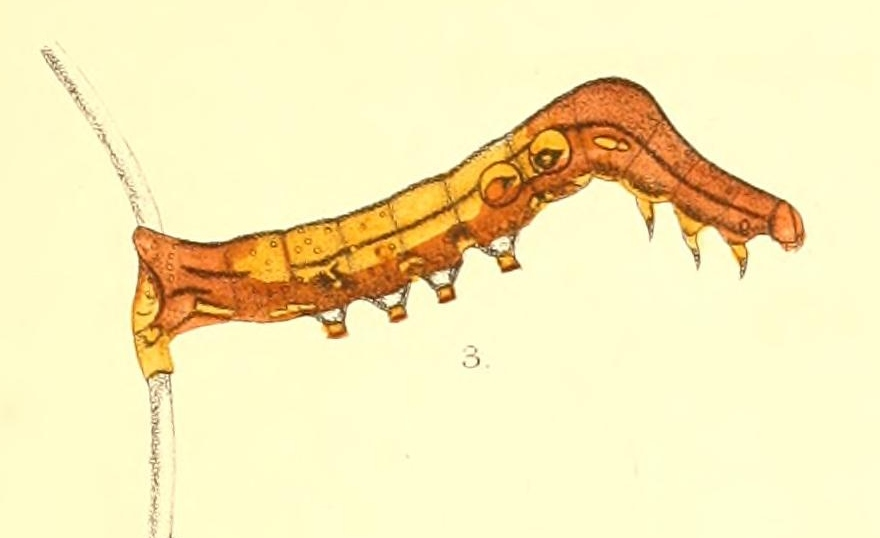
Sâu bướm

Ấu trùng ăn Stephania japonica và Sarcopetalum harveyanum.

## Hình ảnh

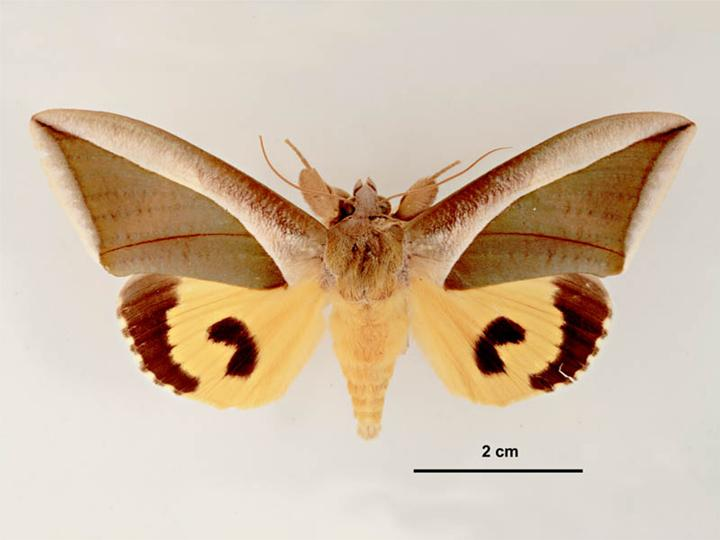
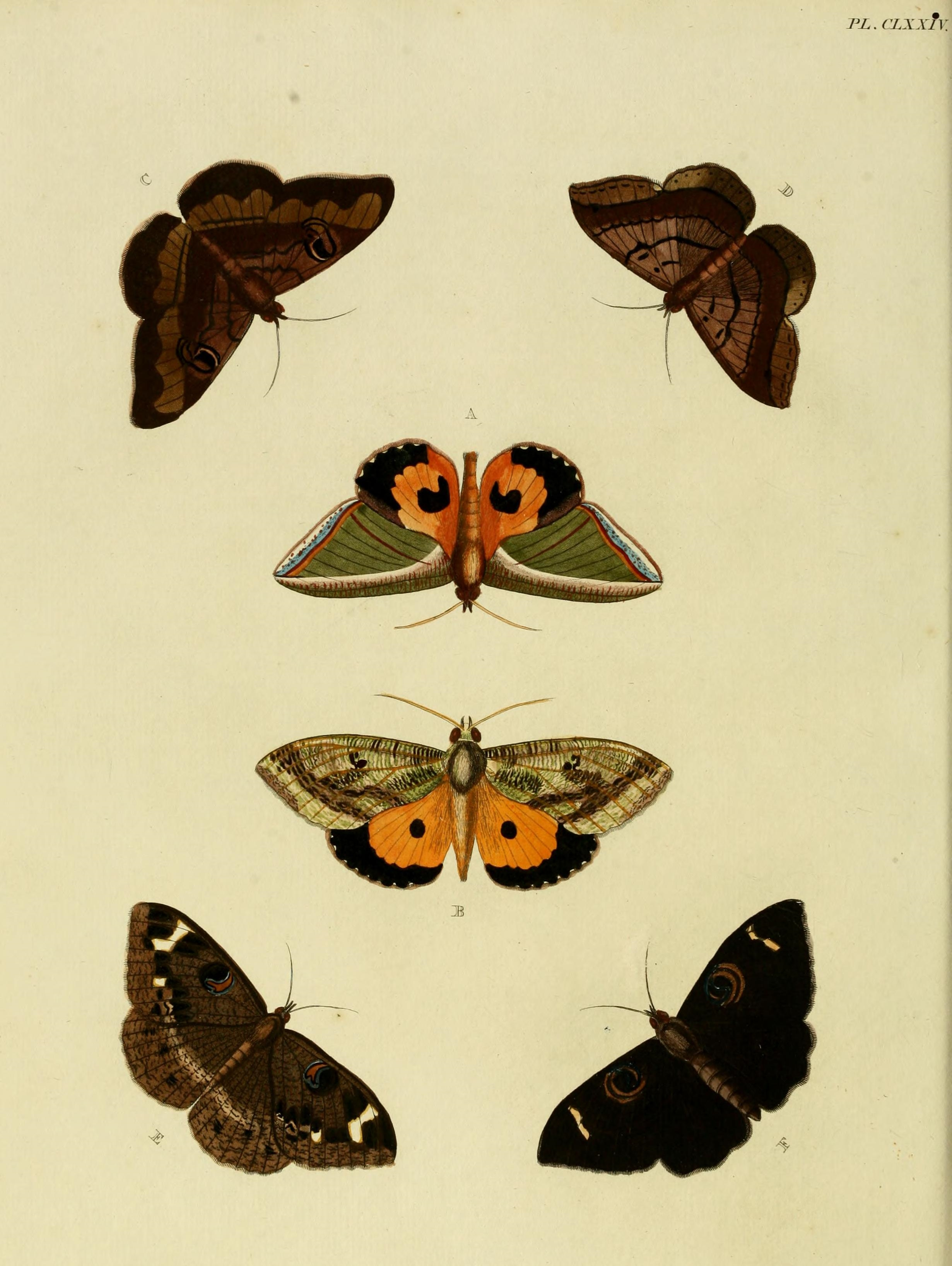
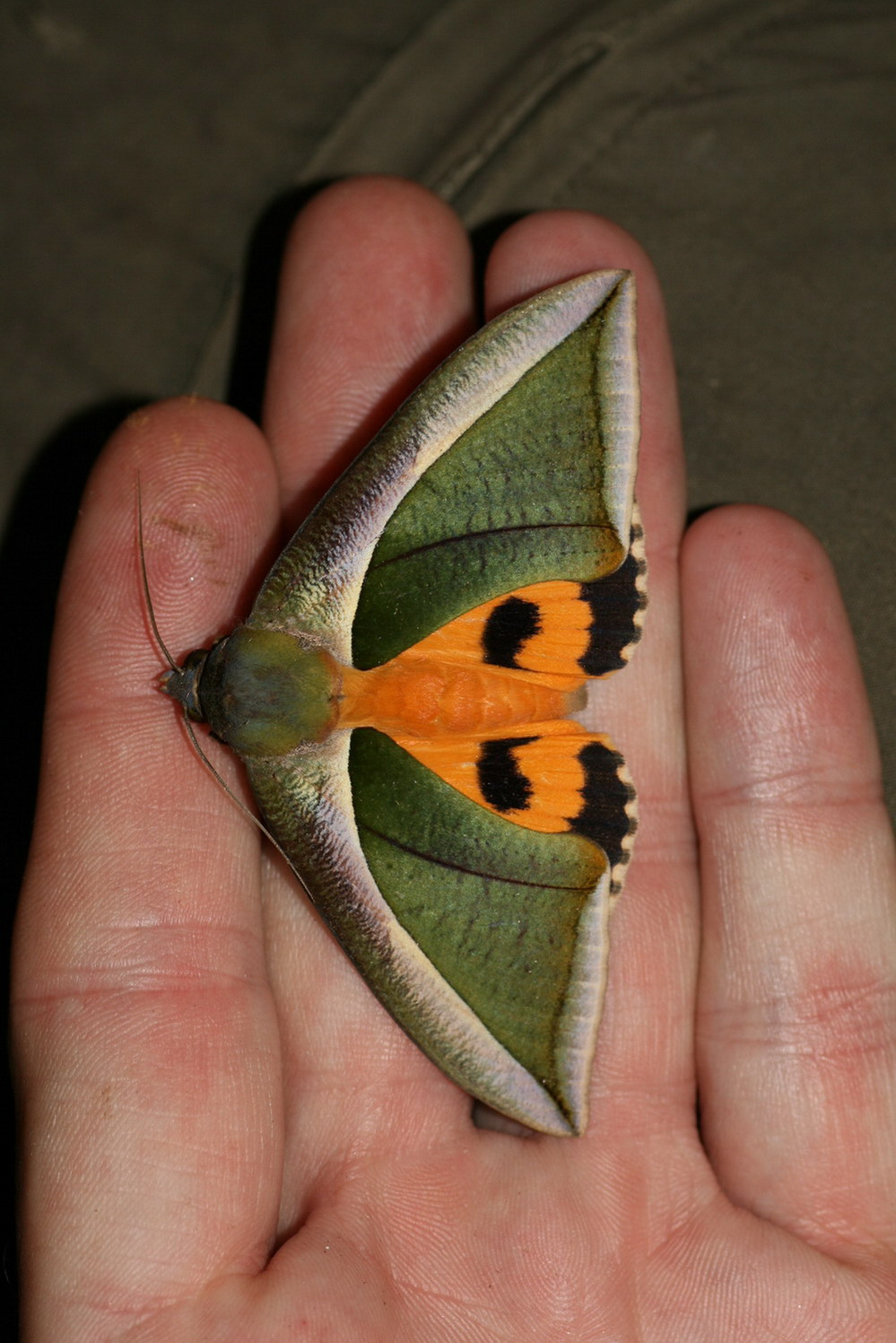
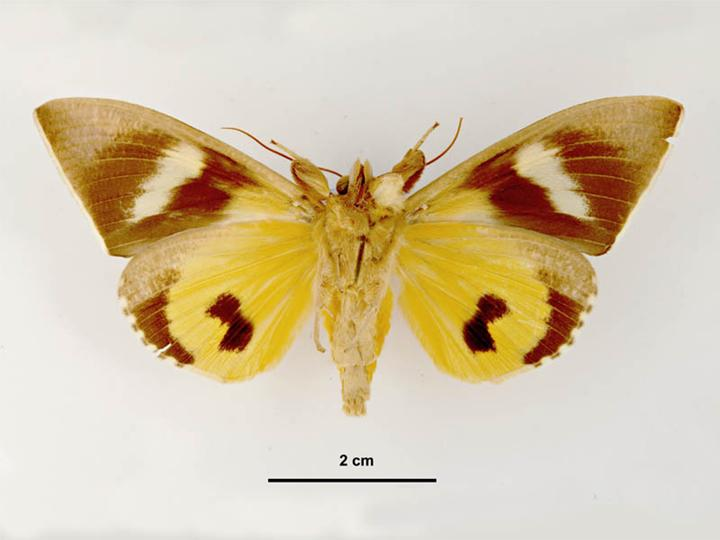